# 约里·莱赫泰雷
约里·莱赫泰雷（芬蘭語：Jori Lehterä，1987年12月23日—），芬兰男子冰球运动员。他曾代表芬兰国家队参加2014年冬季奥林匹克运动会冰球比赛，获得一枚铜牌。他也获得过2014年世界男子冰球锦标赛亚军。